# 懷特鎮區 (明尼蘇達州聖路易斯縣)
懷特鎮區（英語：White Township）是位於美國明尼蘇達州聖路易斯縣的一個行政鎮區。

## 地方資料
懷特鎮區的面積為280.65平方千米，當中陸地面積為272.92平方千米，而水域面積為7.73平方千米。根據2020年美國人口普查的數據，當地共有人口3139人，而人口密度為每平方千米11.18人。